# Centre commercial Carrefour Grand Évreux
Ouvert en 1974, le centre commercial Carrefour Grand Évreux, situé au sud de l'agglomération d'Évreux, est un centre commercial de l’Eure avec une surface de 35 000 m2. Il propose, autour d'un hypermarché Carrefour, une offre commerciale de 70 boutiques et restaurants. Le centre commercial est la propriété de la société Carmila depuis avril 2014 et a fait l’objet d’un programme de rénovation-extension en octobre 2018.

## Historique

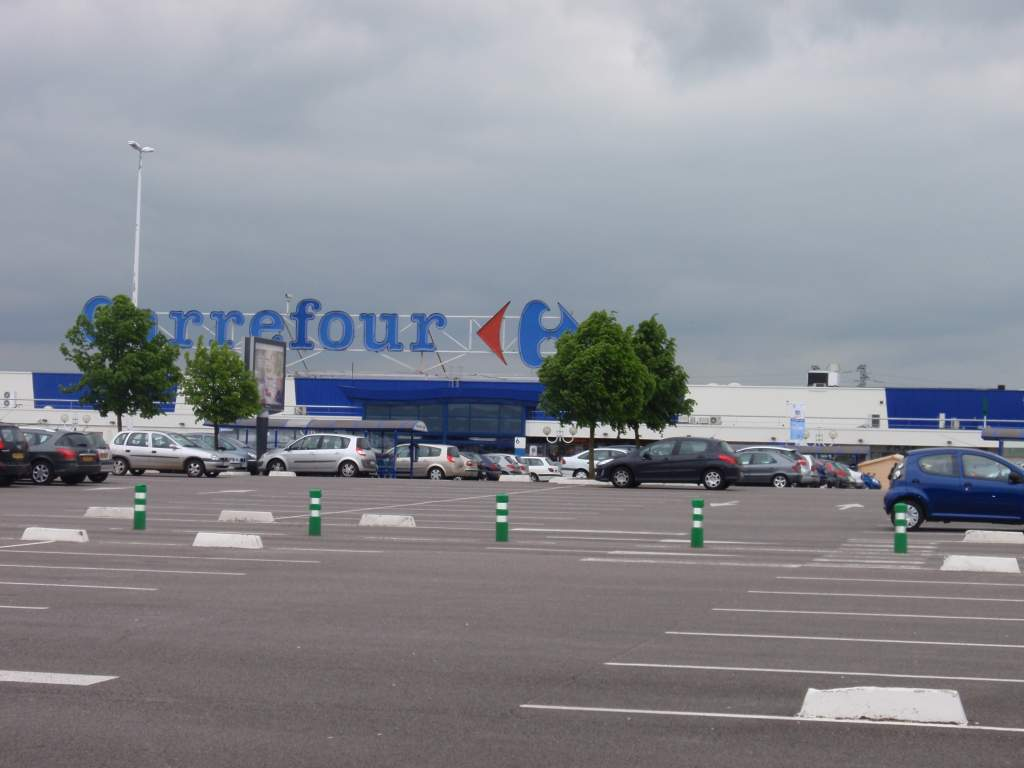
Le centre commercial en 2011 vu de l'extérieur.

C'est en 1970 qu'ouvre le supermarché Mammouth en limite d'Évreux sur une bretelle de la départementale 1013 (nationale 13 à l'époque). Il devient Carrefour dans les années 1980.
En 2019, des ruches sont installées autour du centre commercial, la démarche ayant été entreprise en raison des différentes espèces d’arbres présentes qui ne fleurissent pas à la même période et au fait qu'aucun traitement phytosanitaire, ni de la part de l’agglomération, ni de la part des gestionnaires du centre n'est effectué.

## Accès
Le centre commercial se trouve administrativement sur la commune de Guichainville.
- Route départementale 1013.
- Ligne T7 du Transurbain.
- Parking de 2 500 places.